# SOS (album Die Antwoord)
SOS (stylizowany zapis $O$) – pierwszy album studyjny południowoafrykańskiego zespołu muzycznego Die Antwoord. Wydawnictwo ukazało się w 2009 roku nakładem własnym. W 2010 roku płyta została wznowiona przez Cherrytree Records oraz Interscope Records. Materiał był promowany teledyskami do utworów „Wat Pomp?”, „Enter the Ninja”, „Evil Boy” oraz „Rich Bitch”.

## Lista utworów
Opracowano na podstawie materiału źródłowego.
| Nr  | Tytuł utworu                                                                             | Produkcja              | Długość |
| --- | ---------------------------------------------------------------------------------------- | ---------------------- | ------- |
| 1.  | „Whatever Man”                                                                           | DJ Hi-Tek, Ninja       | 0:33    |
| 2.  | „Wat Kyk Jy?”                                                                            | DJ Hi-Tek, Ninja       | 4:36    |
| 3.  | „Enter the Ninja”                                                                        | DJ Hi-Tek, Ninja       | 5:08    |
| 4.  | „Wat Pomp” (featuring Jack Parow)                                                        | DJ Hi-Tek, Ninja       | 4:08    |
| 5.  | „Wie Maak Die Jol Vol” (featuring Knoffel Bruin, Isaac Mutant, Jaak Paarl and Scallywag) | DJ Hi-Tek, Ninja       | 5:08    |
| 6.  | „Rich Bitch”                                                                             | DJ Hi-Tek, Ninja       | 3:32    |
| 7.  | „I Don't Need You”                                                                       | DJ Hi-Tek, Ninja       | 3:57    |
| 8.  | „Very Fancy”                                                                             | Bas Bron               | 2:52    |
| 9.  | „Dagga Puff”                                                                             | DJ Hi-Tek, Ninja       | 4:40    |
| 10. | „My Best Friend” (featuring The Flying Dutchman aka Ne0SA)                               | DJ Hi-Tek, Ninja       | 1:19    |
| 11. | „Liewe Maatjies”                                                                         | DJ Hi-Tek, Ninja       | 3:42    |
| 12. | „$copie”                                                                                 | DJ Hi-Tek, Ninja       | 3:12    |
| 13. | „Beat Boy”                                                                               | DJ Hi-Tek, Ninja       | 8:20    |
| 14. | „Super Evil”                                                                             | DJ Hi-Tek, Ninja       | 4:01    |
| 15. | „Doos Dronk” (featuring Jack Parow and Fokofpolisiekar)                                  | Fokofpolisiekar, Ninja | 3:51    |
| 16. | „$O$”                                                                                    | Jakobson, DJ Hi-Tek    | 4:00    |
|     |                                                                                          |                        | 1:02:59 |

## Listy sprzedaży
| Lista                                 | Kraj              | Pozycja |
| ------------------------------------- | ----------------- | ------- |
| Billboard 200                         | Stany Zjednoczone | 109     |
| Billboard Heatseekers Albums          | Stany Zjednoczone | 1       |
| Billboard Top Dance/Electronic Albums | Stany Zjednoczone | 4       |